# William Branwhite Clarke
Pour les articles homonymes, voir William Clarke et Clarke.
William Branwhite Clarke (2 juin 1798-16 juin 1878) est un géologue et membre du clergé anglais, actif en Australie.

## Jeunesse et Angleterre
Clarke est né à East Bergholt, dans le Suffolk, l'aîné des enfants de William Clarke, maître d'école, et de sa femme Sarah Branwhite. Il est en partie éduqué à la maison de son père, sous le Rev. RGS Brown, BD, et en partie à la Dedham Grammar School. En octobre 1817, il se rend à Cambridge et entre en résidence au Jesus College. En 1819, il écrit un poème pour la médaille d'or du chancelier qui est décernée à Macaulay, mais le poème Pompéi de Clarke, publié la même année, arrive deuxième. Il obtient son baccalauréat en 1821 et son diplôme de maîtrise en 1824. En 1821, il est nommé vicaire de Ramsholt dans le Suffolk, et il exerce ses fonctions de secrétaire dans d'autres endroits jusqu'en 1839. Il est également maître de l'école libre d'East Bergholt pendant environ 18 mois en 1830–31. S'étant intéressé à la géologie grâce aux enseignements d'Adam Sedgwick, il profite de ses loisirs et rassemble de nombreux faits intéressants sur la géologie de l'East Anglia qui sont incorporés dans un article sur la structure géologique et les phénomènes du Suffolk (Trans. Géol. Soc. 1837). Il communique également une série d'articles sur la géologie du SE au Magazine de Nat. Hist. (1837-1838) .

## Carrière en Australie
En 1839, après une grave maladie, Clarke quitte l'Angleterre pour la Nouvelle-Galles du Sud, principalement dans le but de profiter du voyage maritime . Il est chargé par certains de ses collègues anglais de déterminer l'étendue et le caractère de la formation carbonifère en Nouvelle-Galles du Sud (lettre de Clarke au Sydney Morning Herald, 18 février 1852). Il reste cependant dans ce pays et en vient à être considéré comme le père de la géologie australienne .
Clarke est directeur de la King's School, Parramatta, en mai 1839 jusqu'à la fin de 1840. Jusqu'en 1870, il s'occupe des paroisses de Parramatta à la rivière Hawkesbury, puis de Campbelltown et enfin de Willoughby. Il consacre avec zèle une attention à la géologie du pays, avec des résultats qui sont d'une importance primordiale. En 1841, il trouve des spécimens d'or, mais il n'est pas le premier Européen à l'avoir obtenu in situ dans le pays (Cet honneur revient correctement à l'arpenteur du gouvernement James McBrien qui a trouvé des éclats à Locksley NSW en février 1823). Clarke décrit l'avoir trouvé à la fois dans les dépôts détritiques et dans les récifs de quartz à l'ouest des Blue Mountains, la même zone où McBrien l'a trouvé, et il estime qu'il est abondant . M. R Lowe, le lieutenant William Lawson, un condamné anonyme (qui a été fouetté pour la découverte), le Dr Johann Lhotsky et le "comte" Paul Strzelecki ont également trouvé de l'or en Australie avant Clarke. Il semble qu'ils aient principalement trouvé des flocons alluviaux, alors que Clarke l'a trouvé incrusté dans des roches de quartz. Au début de 1844, il montre au gouverneur de la Nouvelle-Galles du Sud, George Gipps, quelques spécimens d'or qu'il a trouvés. Sir George lui demande où il l'a eu, et quand Clarke lui répond, il a dit "Mettez-le de côté ou nous nous ferons trancher la gorge". Clarke, dans son témoignage devant le comité restreint sur ses revendications, qui siège en 1861, déclare qu'il connaissait l'existence de l'or en 1841. Clarke, cependant, est d'accord avec Gipps sur le fait qu'il n'était peut-être pas sage d'annoncer la présence d'or dans la colonie. Clarke continue ses tâches de bureau, mais effectue des recherches géologiques pour le gouvernement. En 1849, il fait la première découverte d'étain en Australie et en 1859, il fait connaître la présence de diamants. Il découvre des fossiles secondaires (crétacés) dans le Queensland en 1860, il est également le premier à indiquer la présence de roches siluriennes, et à déterminer l'âge des roches houillères en Nouvelle-Galles du Sud. En 1869, il annonce la découverte des restes de Dinornis dans le Queensland . Il termine la préparation de la quatrième édition de ses Remarques sur les formations sédimentaires de la Nouvelle-Galles du Sud à son quatre-vingtième anniversaire et meurt quinze jours plus tard, le 16 juin 1878. Il est inhumé au cimetière St Thomas, le cimetière de l'église North Shore dont il est recteur pendant de nombreuses années; et sa veuve et quelques descendants et parents sont à proximité.

## Héritage

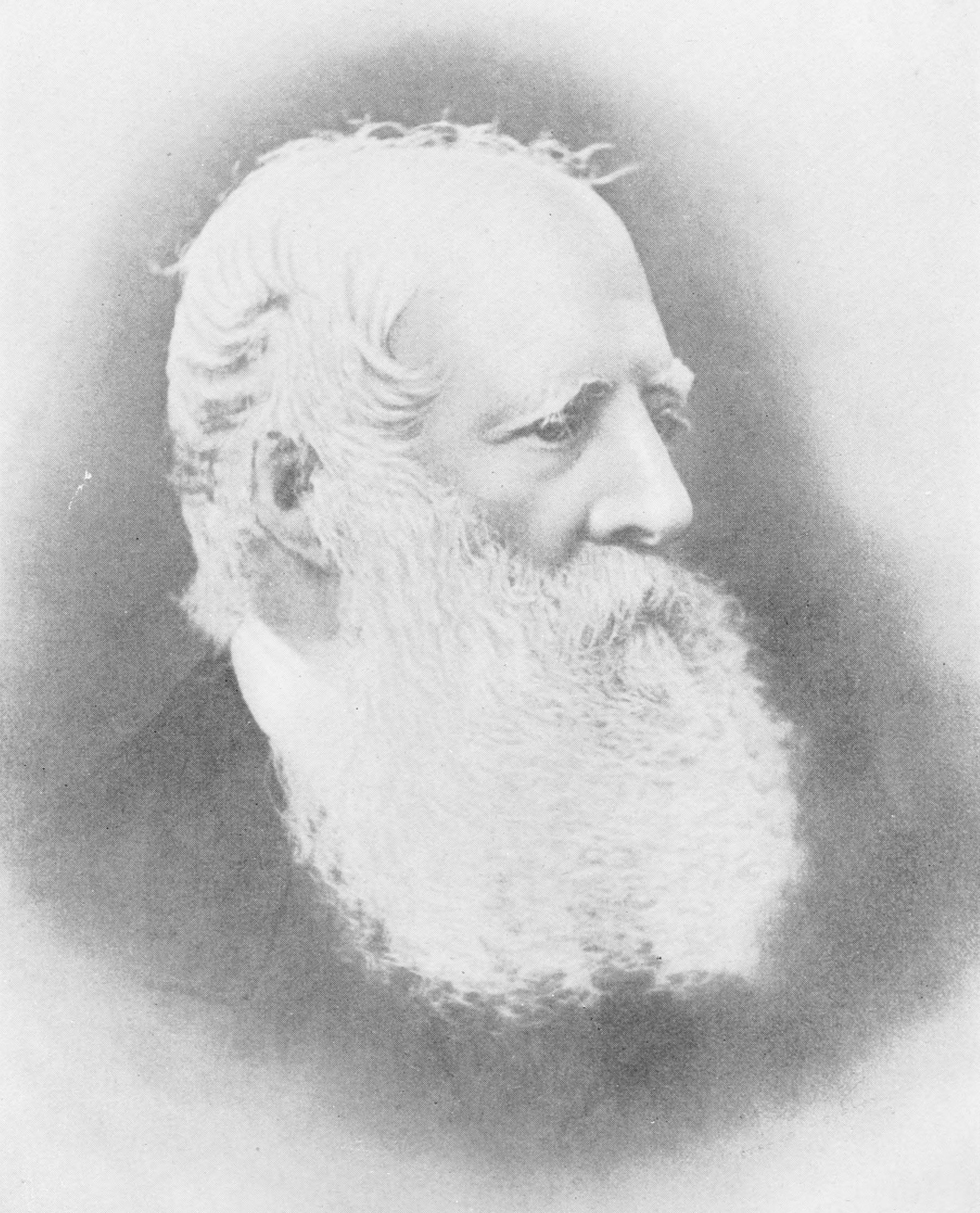
William Branwhite Clarke

Clarke est administrateur de l'Australian Museum de Sydney et membre actif de la Royal Society of New South Wales dont il est vice-président 1866–1878  la médaille Clarke décernée par la Société est nommée en son honneur. En 1860, il publie Researches in the Southern Gold Fields of New South Wales. Il est élu membre de la Royal Society en 1876 et, l'année suivante, il reçoit la médaille Murchison de la Société géologique de Londres. Ses contributions aux revues scientifiques australiennes sont nombreuses. Il est mort près de Sydney . Son nom est commémoré à l'école William Clarke College à Kellyville, NSW et au WB Clarke Geoscience Center à Londonderry, NSW, géré par le Geological Survey of New South Wales.
Il travaille dans le domaine de la paléontologie et ses collections et la réception de matériaux fossiles constituent le fondement de la recherche sur la flore et la faune éteintes d'Australie. Clarke n'a pas décrit les spécimens qu'il a avidement collectés tout au long de sa vie, ceux-ci ont plutôt été transmis à des sociétés en Angleterre pour leur examen scientifique. Les résultats des études de ses contemporains et des descriptions de la paléontologie et de la géologie australiennes sont incorporés dans ses propres publications, et il reste au courant des progrès dans ces domaines malgré son éloignement .